# Коларж, Михаэль
Михаэль Коларж (словац. Michael Kolář, род. 21 декабря 1992, Прага,  Чехословакия) —  словацкий профессиональный шоссейный велогонщик.

## Достижения
2012
- 2-й - Challenge Ben Guerir
- 5-й - Гран-при Юрмалы

2013
- 1-й -  Košice–Miskolc
- 1-й - Белград–Баня-Лука
- 1-й - этап 2 Carpathian Couriers Race
- 1-й - этапе 3 Тур Сербии
- 6-й - Trophée de l'Anniversaire

2015
- 1-й - этап 5 Тур Словакии
- 2-й - Grand Prix d'Isbergues
- 1-й - этап 5 (ТTT) Тур Хорватии

2017
- 10-й - Чемпионат Европы — Групповая гонка

2018
3-й  Чемпионат Словакии — Групповая гонка

## Статистика выступлений наГранд Турах
| Гранд Тур | 2017 |
| --------- | ---- |
| Джиро     | -    |
| Тур       | -    |
| Вуэльта   | сход |